# Roland Opfer
Roland Opfer (* 3. Dezember 1974 in Hamburg) ist ein ehemaliger deutscher Ruderer.

## Werdegang
Roland Opfer bildete mit Sebastian Mayer ein Duo im Doppelzweier. 1995 gewann sie Bronze bei den Deutschen Meisterschaften. Im Folgejahr sicherten sie sich den Deutschen Meistertitel und gingen bei den Olympischen Sommerspielen in Atlanta an den Start. Dort belegte das Duo in der Doppelzweier-Regatta den sechsten Platz.
1999, als Opfer für eine Regatta in Taiwan war, überlebte er das Jiji-Erdbeben.